# چمپلن (مینه‌سوتا)
چمپلن (به انگلیسی: Champlin) شهری در شهرستان هنپین ایالت مینه‌سوتا در کشور ایالات متحده آمریکا است که جمعیت آن در سرشماری سال ۲۰۱۰ میلادی، ۲۳۰۸۹ نفر بوده‌است.